# Парфений (Петров)
Епископ Парфений (в миру Пахомий Петров; 1748, Новгород — 22 июля 1819) — епископ Русской православной церкви, епископ Архангельский и Холмогорский.

## Биография
Родился в 1748 году в Новгороде в семье священника.
Образование получил в Новгородской семинарии. В 1771 году определён в ней учителем.
26 ноября 1776 года пострижен в монашество.
В 1777 году рукоположен во иеродиакона, а в 1778 году — во иеромонаха.
22 апреля 1779 года назначен ректором Архангельской духовной семинарии и настоятелем Антониево-Сийского монастыря Архангельской епархии, с возведением в сан архимандрита (возведён 30 мая 1779 года в Санкт-Петербурге).
26 мая 1790 года по прошению освобождён от должности ректора семинарии и переведен настоятелем во второклассный Александро-Свирский монастырь Олонецкого наместничества, которое входило тогда в Архангельскую епархию.
С 6 февраля 1800 года — настоятель Вяжищского Николаевского монастыря Новгородской епархии.
С 14 июня 1802 года — настоятель Иверского Богородицкого монастыря Новгородской епархии.
С 12 января 1804 года — настоятель Новгородского Юрьева монастыря.
16 апреля 1809 года он был назначен и 6 июня хиротонисан во епископа Архангельского и Холмогорского. По его инициативе для Архангельской духовной семинарии было сооружено отдельное здание.
Скоропостижно скончался 22 июля 1819 года. Погребён в Холмогорском Преображенском соборе.